# جائزة بريطانيا الكبرى 2004
جائزة بريطانيا الكبرى 2004 (بالإنجليزية: 2004 British Grand Prix)‏ هو سباق فورمولا 1 أقيم بتاريخ 11 يوليو 2004 في حلبة سلفرستون، سيلفرستون، إنجلترا. كان الحادي عشر من أصل 18 في بطولة العالم لسباقات الفورمولا واحد موسم 2004. حلّ الألماني مايكل شوماخر أولا بينما جاء الفنلندي كيمي رايكونن في المركز الثاني وحصل على المركز الثالث البرازيلي روبنز باركيلو.